# Okręg wyborczy Cornwall
Okręg wyborczy Cornwall powstał w 1290 r. i wysyłał do angielskiej, a następnie brytyjskiej, Izby Gmin dwóch deputowanych. Okręg obejmował Kornwalię. Został zlikwidowany w 1832 r.

## Deputowani do brytyjskiej Izby Gmin z okręgu Cornwall

### Deputowani w latach 1290–1660
- 1515: Peter Edgecombe
- 1529–1536: Peter Edgecombe
- 1529–1536: Richard Grenville
- 1539–1540: John Chamond
- 1539–1540: William Godolphin
- 1542–1544: Richard Edgecombe
- 1545–1547: Richard Chamond
- 1545–1547: John Beauchamp
- 1547–1552: Richard Edgecombe
- 1547–1552: John Reskymer
- 1553: William Godolphin
- 1553: Henry Chiverton
- 1553: John Carminowe
- 1553–1554: Richard Roscarrock
- 1554: John Arundell
- 1554–1555: Thomas Trefry
- 1554–1555: Henry Chiverton
- 1555: Richard Chamond
- 1558: John Arundell
- 1558: John Polwhele
- 1559: Richard Edgcumbe
- 1563–1567: Peter Edgcumbe
- 1563–1567: John Trelawney
- 1571: Richard Grenville
- 1571: William Mohun
- 1572–1581: Peter Edgcumbe
- 1572–1583: Richard Chamond
- 1584–1585: Richard Grenville
- 1584–1587: William Mohun
- 1586–1593: Peter Edgcumbe
- 1589: Francis Godolphin
- 1593: William Bevil
- 1597–1598: William Killigrew
- 1597–1598: Jonathan Trelawny
- 1601: Walter Raleigh
- 1601: John Arundell
- 1604–1611: Anthony Rous
- 1604: Jonathan Trelawny
- 1604–1611: William Godolphin
- 1614: Richard Carew
- 1614: John St Aubyn
- 1621–1625: Bevil Grenville
- 1621–1622: John Arundell
- 1624–1625: William Coryton
- 1625: Robert Killigrew
- 1625: Charles Trevanion
- 1626: Francis Godolphin
- 1626–1629: William Coryton
- 1628–1629: John Eliot
- 1640–1640: William Godolphin
- 1640–1640: Richard Buller
- 1640–1642: Bevil Grenville
- 1640–1643: Alexander Carew
- 1646–1648: Hugh Boscawen
- 1646–1648: Nicholas Trefusis
- 1653: Robert Bennet
- 1653: Francis Langdon
- 1653–1658: Anthony Rous
- 1653: John Bawden
- 1654–1658: Antony Nicholl
- 1654–1658: Thomas Silly
- 1654–1658: Richard Carter
- 1654–1658: Walter Moyle
- 1654–1655: Charles Boscawen
- 1654–1655: Thomas Gewen
- 1654–1655: James Launce
- 1656–1658: Francis Rous
- 1656–1658: William Braddon
- 1656–1658: John St Aubyn of Clowance
- 1659: Hugh Boscawen
- 1659: Francis Buller

### Deputowani w latach 1660–1832
- 1660–1661: John Carew
- 1660–1660: Robert Robartes
- 1660–1661: Hugh Boscawen
- 1661–1679: Jonathan Trelawny
- 1661–1679: John Coryton
- 1679–1685: Francis Robartes
- 1679–1685: Richard Edgcumbe
- 1685–1689: Charles Granville, lord Lansdown
- 1685–1685: Charles Robartes, wicehrabia Bodmin
- 1685–1689: Francis Robartes
- 1689–1690: John Carew
- 1689–1701: Hugh Boscawen
- 1690–1695: Francis Robartes
- 1695–1701: John Speccot
- 1701–1701: Richard Edgcumbe
- 1701–1703: John Granville
- 1701–1703: James Buller Starszy
- 1703–1708: Richard Vyvyan
- 1703–1710: Hugh Boscawen
- 1708–1710: James Buller Starszy
- 1710–1712: George Granville
- 1710–1722: John Trevanion, torysi
- 1712–1713: Richard Vyvyan
- 1713–1744: William Carew, torysi
- 1722–1744: John St Aubyn, torysi
- 1744–1748: Coventry Carew, torysi
- 1744–1761: John Molesworth, torysi
- 1748–1765: James Buller Młodszy, torysi
- 1761–1772: John St Aubyn
- 1765–1775: John Molesworth
- 1772–1774: Humphrey Mackworth-Praed
- 1774–1825: William Lemon, wigowie
- 1775–1784: Edward Eliot
- 1784–1790: William Molesworth
- 1790–1806: Francis Gregor, torysi
- 1806–1826: John Hearle Tremayne, torysi
- 1825–1831: Richard Rawlinson Vyvyan, torysi
- 1826–1832: Edward Wynne-Pendarves, wigowie
- 1831–1832: Charles Lemon, wigowie